# Buenavista (Valente Díaz)
Buenavista ist ein Ortsteil von Valente Díaz, einer Stadt im Municipio Veracruz, gelegen in der Zona Metropolitana de Veracruz im mexikanischen Bundesstaat Veracruz. Buenavista liegt unweit des Flughafens von Veracruz und der Bahnlinie von Veracruz nach Xalapa-Enríquez.